# Unix File System
Das Unix File System (UFS) ist ein Dateisystem, dessen Entwicklung Anfang 1980 von Bill Joy unter dem Namen UFS in loser Anlehnung an die Datenstrukturen des Unix-Version-6-Dateisystems begonnen wurde. Zwei Jahre später, nachdem das Dateisystem schon an einigen Universitäten eingesetzt worden war, kam Marshall Kirk McKusick zu dem Projekt und widmete sich dabei hauptsächlich verbesserten Allozierungsmechanismen. Zu diesem Zeitpunkt tauchte auch erstmals der Name Fast File System auf. Mit UNIX System V Version 4 wurde UFS auch in die AT&T-Version von UNIX übernommen und löste das Dateisystem aus UNIX Version 6 als Default-Dateisystem ab.

## Varianten

### Berkeley Fast File System (FFS)
UFS findet bzw. fand in der Variante Berkeley Fast File System von verschiedenen BSD-Derivaten wie FreeBSD, NetBSD und OpenBSD sowie von Solaris und NeXTStep Verwendung. Unter Linux und Mac OS X (zumindest bis Version 10.4) ist es ebenfalls verfügbar, gehört jedoch nicht zum Standard. Für das im Linux-Projekt entstandene extended-Dateisystem war UFS das wichtigste Vorbild.
Solaris bietet ab der Version 7 eine Option an, die ein Journaling in UFS implementiert (vor Solaris 7 konnte Journaling über Trans-Devices der Solstice DiskSuite aktiviert werden). Unter den BSD-Betriebssystemen gibt es die Softupdates-Erweiterung, eine effiziente Methode zum Schreiben der Metadaten, die das Dateisystem stets in einem konsistenten Zustand hält. Des Weiteren unterstützt NetBSD seit Mitte 2008 Metadata-Journaling. NetBSD 5.0 war die erste stabile Version mit Unterstützung für Metadata-Journaling, wo es allerdings noch als preview aufgeführt war.

### UFS2
UFS2 ist eine Erweiterung von UFS und wurde in FreeBSD 5.x eingeführt. UFS2 bringt hauptsächlich folgende Änderungen:
- Unterstützung für Dateisysteme größer als 1 TiB.
- Es ist möglich, im Dateisystem Snapshots zu erzeugen.
- Der „file system check“ nach einem Systemabsturz findet im Hintergrund statt. Dadurch wird die zum Booten benötigte Zeit bei großen Dateisystemen sehr verkürzt.
- Zusätzliche Dateiattribute wurden hinzugefügt, die unter anderem eine POSIX-konforme Implementierung von Zugriffskontrolllisten enthalten.